# Cantando em Salmos
Cantando em Salmos é o quinto álbum de estúdio do cantor e compositor Val Martins, lançado de forma independente em 2010.
O álbum marca o retorno do cantor após oito anos de hiato em sua carreira devido um grave problema vocal..

## Faixas
1. Confiamos no Senhor - 03:12
2. Bem Aventurados - 03:23
3. Meu Bom Pastor - 03:41
4. Esconderijo no Altíssimo - 03:43
5. O Guarda de Israel - 03:29
6. Grandes Coisas - 03:12
7. Amo o Senhor - 03:56
8. Teus Altares - 04:42
9. Louvem - 03:25
10. Esperei com Paciência - 03:07
11. Nossa União - 04:26
12. Dedico Tudo a Ti - 04:17